# Harpella forficella
Harpella forficella là một loài bướm đêm thuộc họ Oecophoridae, trong phân họ Oecophorinae. Nó được tìm thấy ở châu Âu.
Sải cánh dài 19–29 mm. Con trưởng thành bay từ tháng 6 đến tháng 9, tùy theo địa điểm.
Sâu bướm ăn cây chết và mất nhiều năm để phát triển. Chúng cũng có thể ăn sac fungus King Alfred's Cake (Daldinia concentrica).

## Hình ảnh

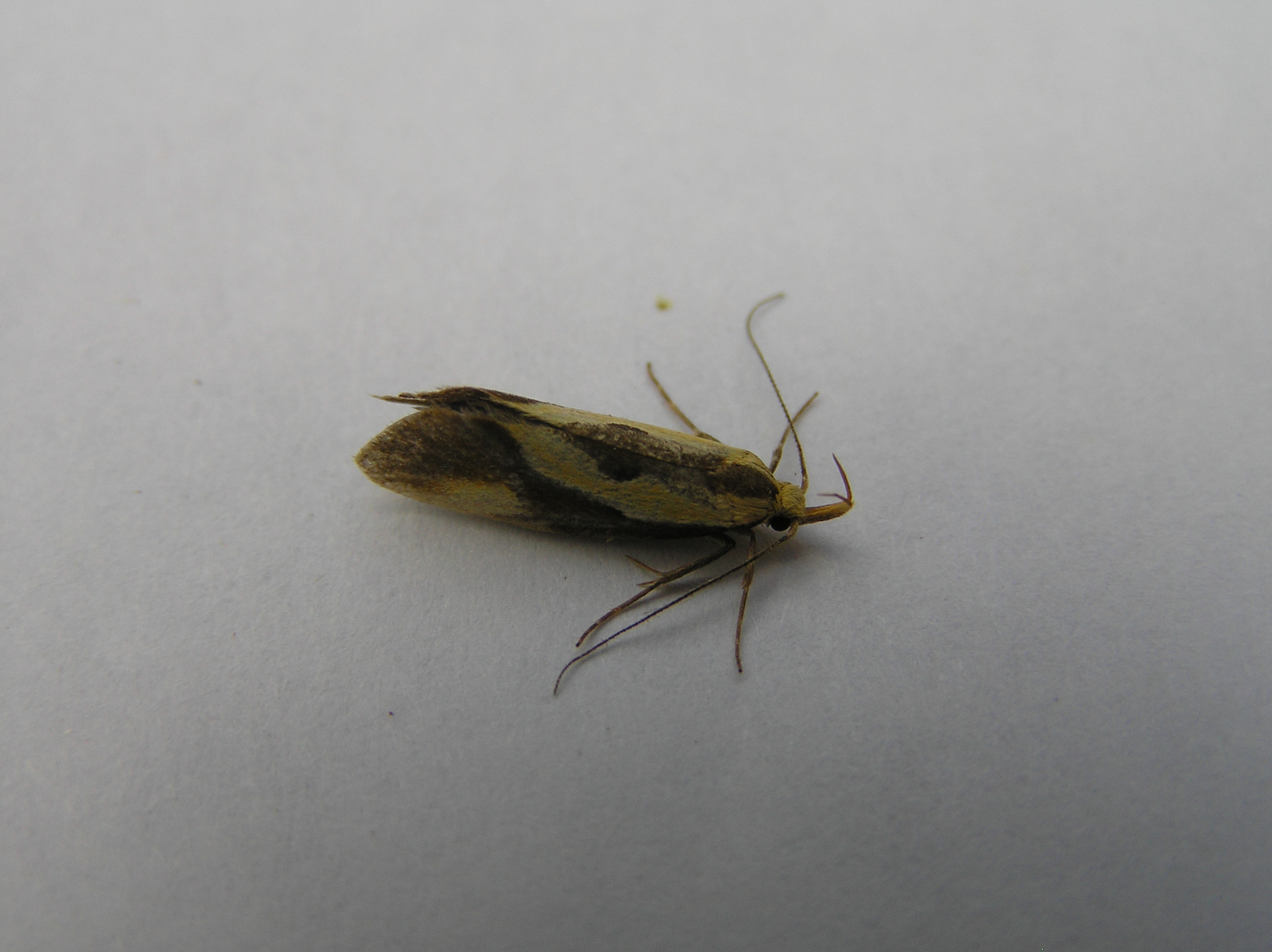
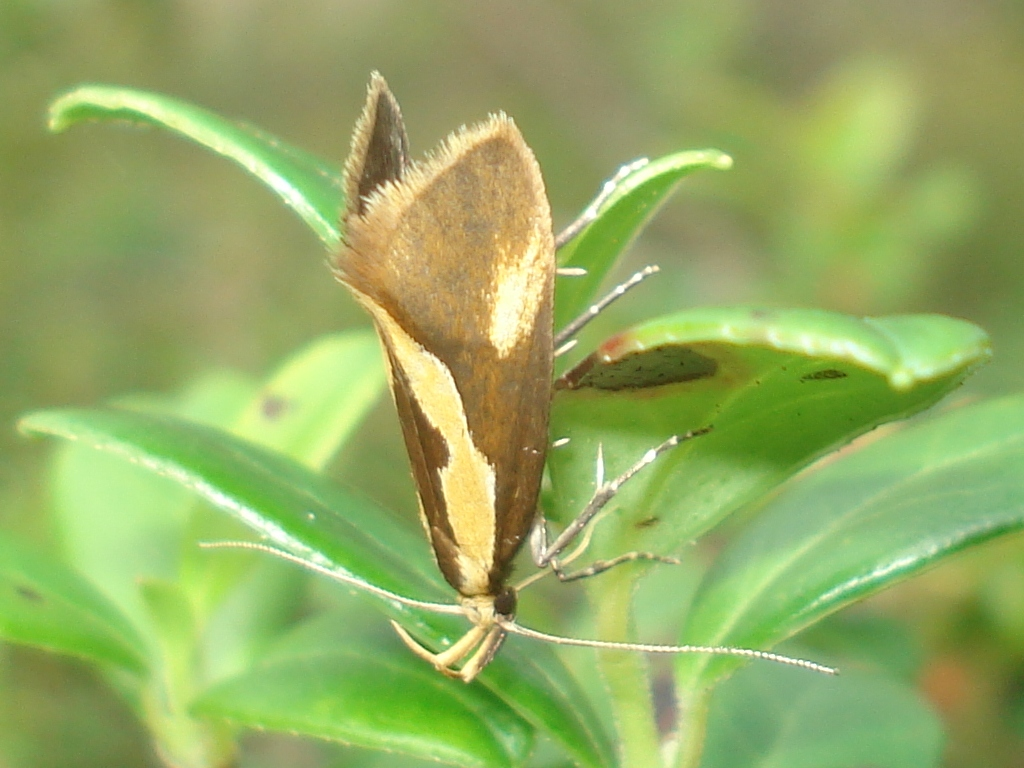
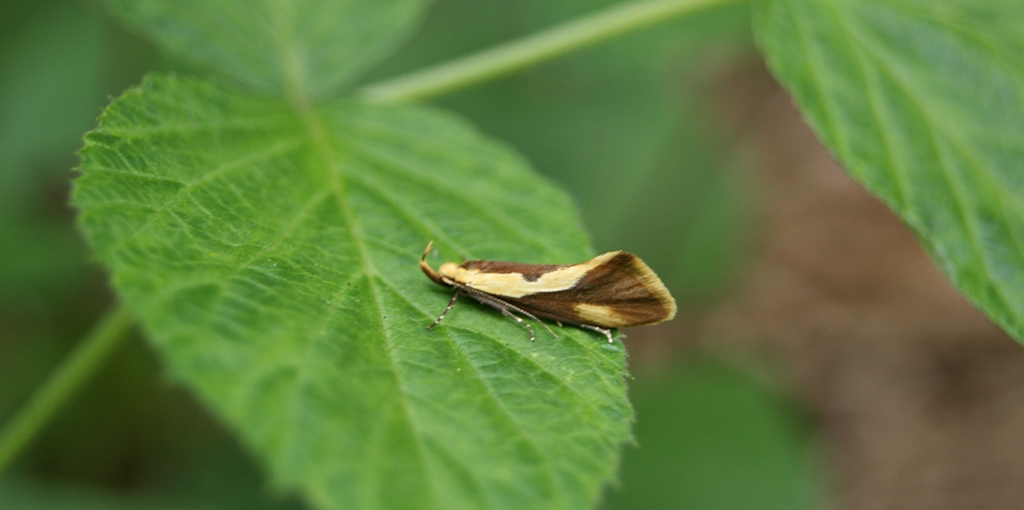
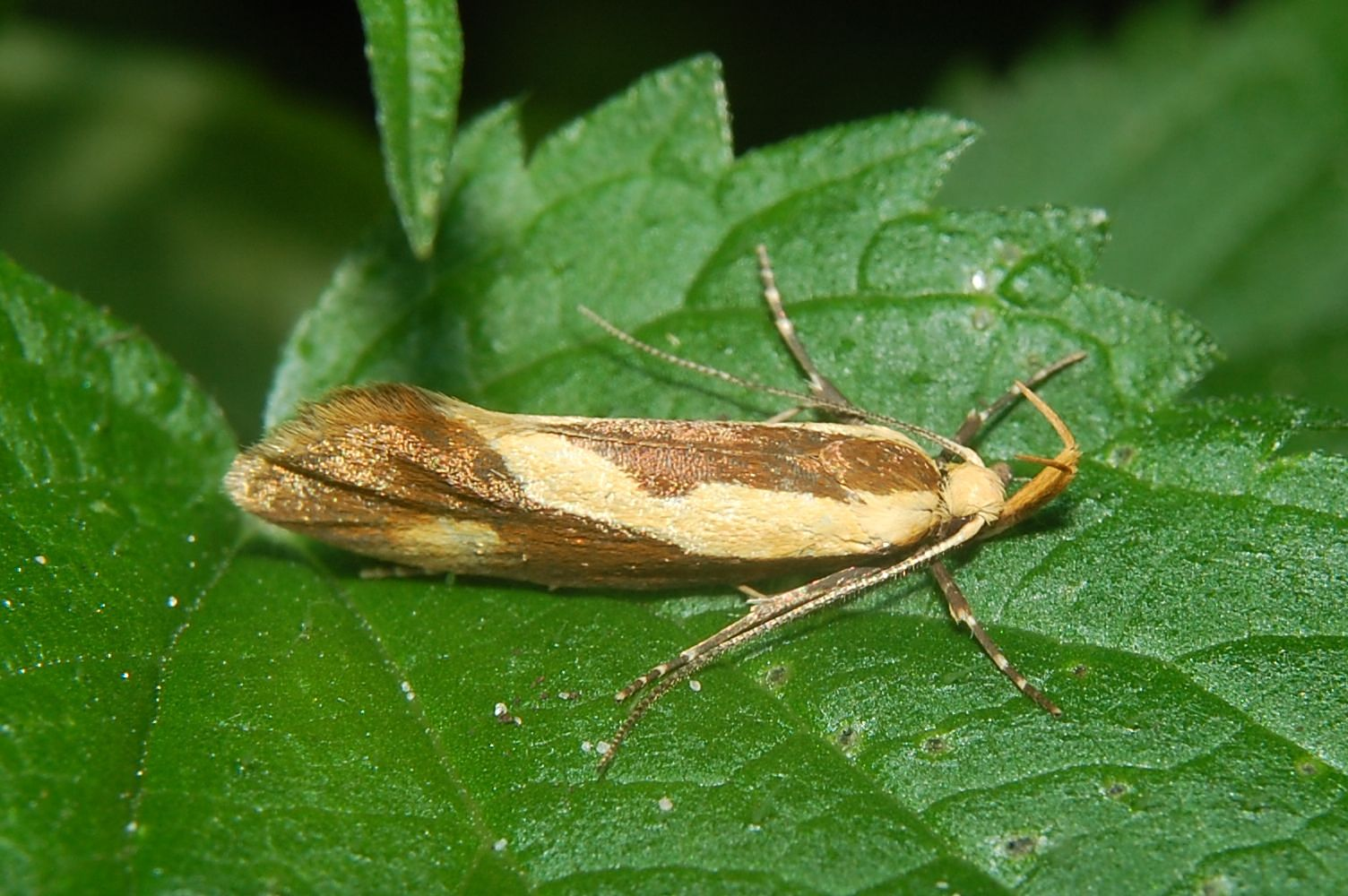